# Belchite
Belchite (antigament en català, Belgit) és un municipi de la província de Saragossa, situat al costat de l'antic poble del mateix nom que va ser destruït durant la Guerra Civil espanyola. Hi transcorre el riu Aguasvivas.

## Història
La batalla de Belchite fou el combat que s'establí entre les forces governamentals republicanes i els revoltats franquistes per intentar recuperar Saragossa per part de l'exèrcit republicà i aturar així l'avanç franquista durant la Guerra civil espanyola. Posteriorment, en la construcció del nou municipi (adjacent a l'antic poble, destruït durant el conflicte) hi van treballar presoners estrangers que havien lluitat en el bàndol republicà.

## Agricultura
Al camp s'hi troben cultius d'oliveres, cereals, ametllers i horta. El cultiu de l'olivera i el seu refinament produeix un oli verge extra amb Denominació d'origen Bajo Aragón.

## Ramaderia
Hi ha conreus porcins, avícoles, ovins i bovins.

## Indústria
El poble compta amb fàbriques de cablejat i injecció de plàstics per automòbils.
També hi ha trulls d'oli.

## Mineria
L'explotació de calcàries proveeix la producció de carbonat de calci d'extremada puresa i blancor.

## Indrets d'interès
- Ruïnes del Pueblo Viejo, destruït durant la batalla de Belchite de 1937 i el seu abandonament posterior.
- Museu Etnològic.
- Refugi de fauna silvestre "La Lomaza"
- Reserva ornitològica "El Planerón".
- Santuari de Nuestra Señora del Pueyo.
- Ruïnes de l'església de San Martín de Tours, d'estil mudèjar (segle xiv)
- Ruïnes de la Torre del Reloj (antiga Iglesia de San Juan) (segle xvi).
- Ruïnes del Convent de San Rafael (Hermanas Dominicas) (segle xviii)
- Ruïnes del Convent de San Agustín (Hermanos Agustinos) barroc (segle xviii).

## Festes patronals
- Dimarts següent al diumenge de Resurrecció, en honor de la patrona de la localitat, Nuestra Señora del Pueyo.
- 10 d'agost, sant Llorenç (san Lorenzo).
- 14 de setembre, en honor de la Exaltación de la Santa Cruz (festa major).
- 11 de novembre, en honor de sant Martí de Tours.

## Curiositats
De Belchite descendeix el cantautor català Joan Manuel Serrat, ja que la seva mare nasqué en aquesta localitat.
A la vila es van rodar:
- Mecanoscrit del segon origen, sèrie televisiva basada en la novel·la de ciència-ficció del mateix nom (1974), de Manuel de Pedrolo produïda i emesa per TV3 el 1985.
- Las aventuras del Barón de Munchausen (The Adventures of Baron Munchausen), una coproducció del Regne Unit i Alemanya dirigida per Terry Gilliam -(1988)
- La mirada oblicua, dirigida per Jesús Monllaó (2000)
- Jinetes en la tormenta (Los Mecánicos de la Naranja) (2001). Curtmetratge bèl·lic de Pablo Aragüés
- Buen viaje, Excelencia, dirigida per Albert Boadella (2003)
- El laberinto del fauno, dirigida per Guillermo Del Toro (2005)

S'hi fundà, en 1122, un orde militar: la Confraria de Belchite.